# Abu Bakr Zniber
Pour les articles homonymes, voir Zniber.
Abu Bakr (Boubker) Ben Tahar Zniber (1883-1956), jurisconsulte marocain réputé de Salé, qadi et auteur de quelques ouvrages, est un nationaliste du temps des protectorats au Maroc et l'un des acteurs contre le dahir berbère ; père de l'historien Mohamed Zniber et de Tahar Zniber, signataire du manifeste de l'indépendance du 11 janvier 1944.
Une école primaire de Salé porte son nom ainsi qu'une rue à Fès.

## Biographie
Boubker Ben Tahar Ben Hajji Zniber a grandi entouré de notables. Il reçut son éducation de la part de grands hommes de son temps tel Ahmad ibn Khalid al-Nasiri, Abdellah Benkhadra et Ahmed Jariri Il était grand ami de Hajj Ahmed Hajji père de Saïd Hajji, de Boubker el-Kadiri et a vu grandir Ahmed Balafrej. Sa sagesse et son érudition font de lui l'un des principaux conseillers de Salé en affaires islamiques et juridiques qui lui valent le titre de « Grand Mufti de Salé ». Il s'oppose toute sa vie au Protectorat français. Il faisait aussi partie de l' Association littéraire musulmane de Salé fondée en 1927. La promulgation du dahir berbère suscita un mécontentement dans les foyers salétins. Le 28 août 1930 une centaine de nationalistes se réunirent dans la demeure de Ahmed ben Haj Mohamed Lahrech à Salé où Boubker Zniber rédigea une pétition contre le dahir berbère qui sera adressée au Grand vizir El Mokri par une délégation salétine.
Abu Bakr fut démis de ses fonctions de qadi de Salé par l'arrivée du protectorat qui le voit comme une menace en 1924.
Comme le dit M'hammed Aouad : "Par ailleurs, dans un article non signé paru dans le journal Sawt Sala du 9 septembre 1993, l'auteur anonyme de la biographie consacrée au mufti Boubker Zniber affirme que l'alem salétin a " collaboré à la rédaction des revendications du peuple marocain présentées en 1934 à la Résidence générale française ".
En février 1944, à l'âge de 75 ans, il fut arrêté ainsi que ses deux fils et tous les trois demeurèrent 3 mois en prison après avoir défendu les protestations des citoyens contre les événements sanglants qui se sont déroulés à Rabat et à Salé après l'arrestation de Ahmed Balafrej et Mohamed Lyazidi le 29 janvier 1944. Il subit alors « les pires sévices d'un camp militaire de Rabat » si l'on croit les dires de l'écrivain Guy Delanoë.
Lors des funérailles de Saïd Hajji, il prononce un discours émouvant louant les exploits du défunt puis peu de temps après il prend le relais et devient directeur de journal Al-Maghrib pour lequel il publie maints articles.
Il décède le mercredi 6 novembre 1956, huit mois après la reconnaissance officielle de l'indépendance de son pays par la France.

## Œuvres
- (ar) Irshad Al-Lah lil muslim al ghafil 3ani lah
- (ar) Jouhoud al Islam fi tarqiyat al anam
- (ar) Nadarat fi tarikh tatawwour at-ta3lim (Regard sur l'évolution de l'enseignement à travers l'Histoire)
- (ar) Assadaq wa al-mahr (essai sur le mariage musulman et la dot, œuvre traduite en français)
- (fr) Enquête sur le trousseau ("choura") et le "sadacq" au Maroc, traduit au français par Marcel Bousser et A. Khelladi. (Ouvrage en ligne)
- (fr) Histoire de l'Algérie depuis l'occupation romaine jusqu'à 1900, Éditions C. Zamith, 1901 (Ouvrage en ligne)